# Noegus arator
Noegus arator är en spindelart som beskrevs av Simon 1900. Noegus arator ingår i släktet Noegus och familjen hoppspindlar. Inga underarter finns listade i Catalogue of Life.